# Корнеевский сельский совет (Весёловский район)
Корнеевский сельский совет (укр. Корніївська сільська рада) — входит в состав
Весёловского района
Запорожской области
Украины.
Административный центр сельского совета находится в 
с. Корнеевка.

## История
- 1868 — дата образования.

## Населённые пункты совета
- с. Корнеевка